# Brennerdoktor

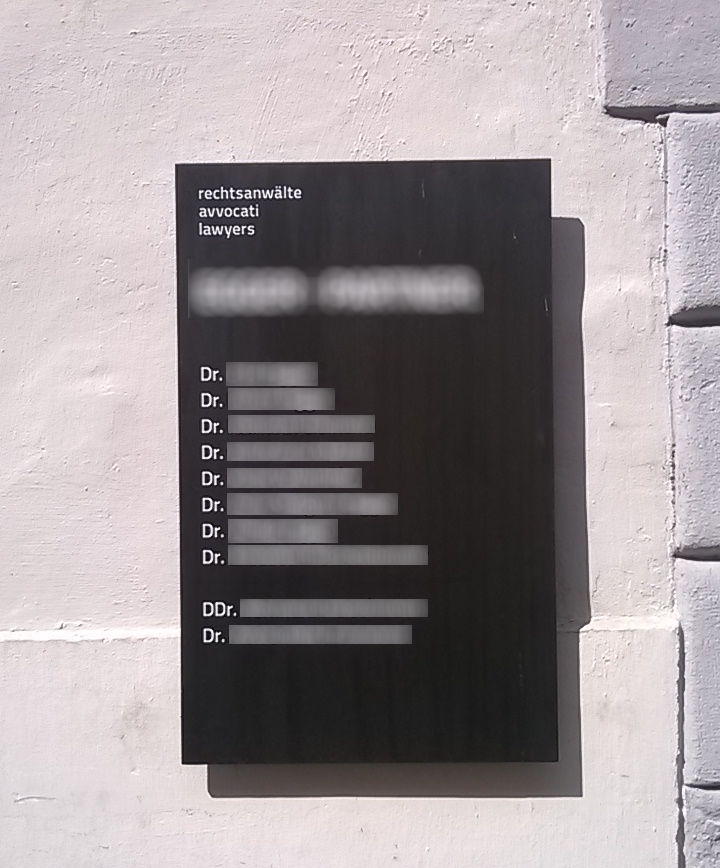
Schild einer Anwaltskanzlei in Bozen mit scheinbar zehn promovierten Doktoren der Rechtswissenschaft

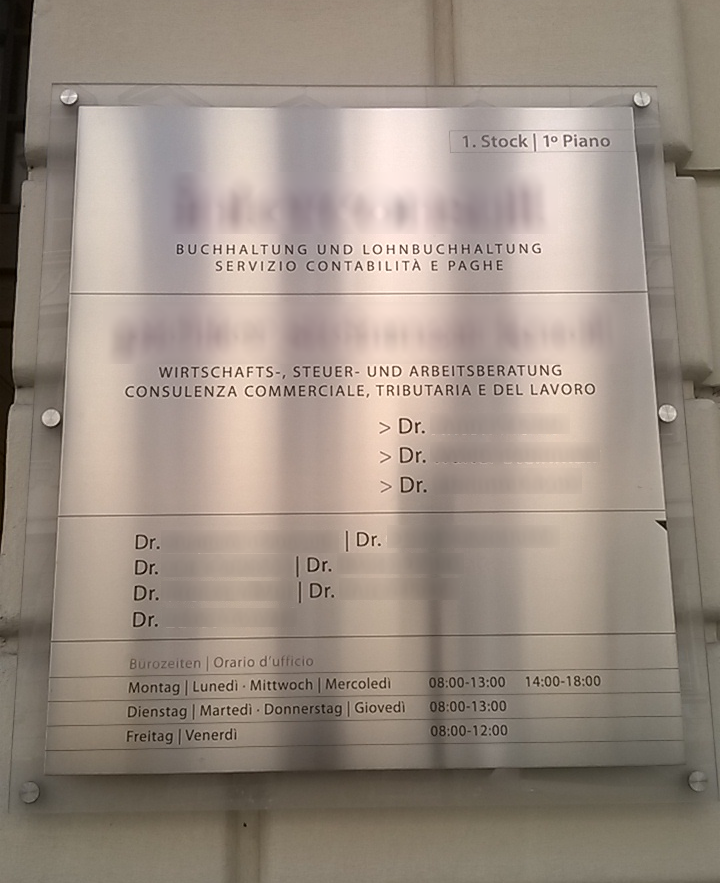
Schild einer Wirtschaftskanzlei in Bozen mit scheinbar komplett promoviertem Mitarbeiterstab

Brennerdoktor ist eine inoffizielle Bezeichnung für Südtiroler Akademiker, die aufgrund eines Studienabschlusses auf Bachelor- oder Masterniveau (bzw. Diplom- oder Magisterniveau) den Doktortitel führen, obwohl keine Promotion erfolgt ist.
Ursprünglich bezog sich die Bezeichnung Brennerdoktor auf Südtiroler, welche in Österreich ein Diplomstudium abgeschlossen hatten und sich – nach der Rückkehr nach Südtirol über den Brenner – „Doktor“ nannten. Zum Brennerdoktor wurde ein Südtiroler also, wenn er in Österreich durch ein Universitätsstudium zum Magister oder Diplom-Ingenieur avancierte, diesen Grad aufgrund der Gleichwertigkeit mit einem italienischen Laurea-Studiengang in Italien als dottore anerkennen ließ und schließlich diesen Titel eigenhändig als Doktor ins Deutsche übersetzte. Heute steht der Brennerdoktor für jeglichen Südtiroler Gebrauch des Doktorgrades ohne Promotion, unabhängig davon, ob es sich um einen österreichischen oder italienischen Abschluss (als dottore) handelt.
Der Begriff ist vor allem in Südtirol und Österreich verbreitet, er wurde 2016 durch Presseberichte aber auch in Deutschland bekannt gemacht.

## Hintergrund
Alle Akademiker in Italien, die ein Studium auf Bachelor- (laurea) oder Masterniveau (laurea magistrale) abgeschlossen haben, haben das Recht, den Titel dottore bzw. dottore magistrale zu führen. Dem promovierten Doktor entspricht der 1980 eingeführte dottore di ricerca. Bevor 1999 in Italien die Bologna-Reform umgesetzt wurde, schlossen Diplomstudiengänge mit der laurea und dem Titel dottore ab.
In Südtirol ist es üblich – die verschiedenen Stufen der akademischen Ausbildung und internationale Konventionen ignorierend – alle dottore-Grade aufgrund der sprachlichen Ähnlichkeit ins Deutsche als Doktor bzw. Dr. zu übertragen. Dies schließt auch im deutschsprachigen Ausland erworbene akademische Grade mit ein, sofern diese in Italien anerkannt wurden. Die ursprünglich erworbenen deutschsprachigen Grade werden in Südtirol relativ selten geführt. Aus diesem Grund ist es eine verbreitete Gepflogenheit von Bachelors, Masters, Magistern, Diplom-Ingenieuren, dottori und Inhabern anderer Universitätsdiplome in Südtirol den Titel Dr. vor dem Namen zu tragen.
Diese seit Jahrzehnten gängige Übersetzungspraxis erfolgt in einer rechtlichen Grauzone, da die Abkürzungen von dottore und dottore magistrale in Italien nicht gesetzlich geregelt sind. Zwar sind für dottore italienweit die gleichwertigen Abkürzungen dott. und dr. (bzw. dott.ssa und dr.ssa für die weibliche Form dottoressa) am gängigsten, aufgrund einer mangelnden Regelung verstößt aber auch die großgeschriebene Abkürzung Dr. (für dottore) nicht gegen Artikel 498 des italienischen Strafgesetzbuchs (codice penale) über das Führen falscher Titel. Allerdings bestehen Aussagen des italienischen Ministeriums für Unterricht, Universitäten und Forschung (MIUR) und der für die Anerkennung österreichischer Studientitel zuständigen Freien Universität Bozen, wonach klar zwischen dottore (dott.) und Doktor (Dr.) zu unterscheiden ist, da es sich um Abschlüsse auf unterschiedlichen Niveaus handelt. Die Freie Universität Bozen empfiehlt, auch nach erfolgter Studientitelanerkennung den österreichischen Grad (und nur innerhalb Italiens alternativ den Titel dott.) zu führen und stellt klar, dass Dr. den Absolventen von Promotionsverfahren vorbehalten ist. Italienweit sprechen sich Universitäten aufgrund der Missverständlichkeit sogar gegen die kleingeschriebene Abkürzung dr./dr.ssa aus.
Anders verhält es sich mit den ausgeschriebenen Formen der Titel, da diese mit dottore, dottore magistrale und dottore di ricerca exakt festgelegt sind; Änderungen (wie Übersetzungen) sind hier also ausgeschlossen. Deshalb unterstrichen MIUR, Freie Universität Bozen und Vertreter der Südtiroler Landesregierung bereits klar, dass der italienische Grad dottore nicht mit „Doktor“ übersetzt werden darf.
Allgemein werden akademische Grade und Titel nie rein sprachlich übersetzt. Gleichwertige Bezeichnungen für Abschlüsse oder Titel in der jeweils anderen Sprache ergeben sich aus der International Standard Classification of Education (ISCED) der UNESCO. Diese können als Erklärung für den in der Originalsprache angegebenen Titel etwa in Lebensläufen angeführt werden. Gemäß der aktuell gültigen Revision von 1997 zählen dottore, dottore magistrale wie auch Bachelor und Master zu ISCED-97-Level 5. Doktor und dottore di ricerca sind auf Level 6 eingestuft. Außerdem sind im ISCED-97-Mapping von Italien die Äquivalenzen von dottore mit Bachelor und von dottore magistrale mit Master aufgeführt. Demgemäß führt das MIUR in Informationstexten für deutschsprachige Studenten nur die Originaltitel dottore und dottore magistrale (und keine sprachlichen Übersetzungen) an und erklärt die zugrunde liegenden Studiengänge als Bachelor- und Master- bzw. Magisterstudiengang.

## Titelführung in Südtirol
Aufgrund der beschriebenen Gewohnheit ist es in Südtirol üblich, bei folgenden Studienabschlüssen folgende Titel zu führen.
| Studienabschluss     | Offizieller akademischer Grad          | In Südtirol geführter Titel (deutschsprachiger Kontext) | In Südtirol geführter Titel (italienischer Kontext) |
| -------------------- | -------------------------------------- | ------------------------------------------------------- | --------------------------------------------------- |
| laurea               | dottore                                | Dr.                                                     | dott.                                               |
| laurea magistrale    | dottore magistrale                     | Dr. (1)                                                 | dott. (auch dott. mag.)                             |
| dottorato di ricerca | dottore di ricerca                     | Dr. (2)                                                 | Dott. Ric.                                          |
| Bachelor             | B.A., B.Sc., B.Eng.                    | Dr.                                                     | dott.                                               |
| Master               | M.A., M.Sc., M.Eng.                    | Dr. (1)                                                 | dott.                                               |
| Magister             | Mag.                                   | Dr.                                                     | dott.                                               |
| Diplom               | z. B. Dipl.-Ing. oder DI               | Dr. (1)                                                 | dott.                                               |
| Promotion            | Dr., Dr. phil., Dr. rer. nat., Ph.D... | Dr. (2)                                                 | Dott. Ric.                                          |

(1) Wird ein italienisches Ingenieursstudium abgeschlossen oder durch Anerkennung eines ausländischen Grades der dott. ing. erworben (nicht jeder im Ausland mit dem Diplom-Ingenieur oder M.Eng. abschließende Studiengang gilt auch in Italien als Ingenieursstudium), ist es üblich, diesen in deutschsprachigem Kontext in Südtirol als Dr. Ing. zu führen. Gleiches gilt für nicht-promovierte Architekten, welche in Südtirol den Dr. Arch. führen.
(2) Der bei der Promotion erworbene Doktorgrad wird üblicherweise nicht geführt bzw. wird dieser nicht zusätzlich zum Brennerdoktor „Dr.“ geführt, der vor der Promotion erworben wurde.
Anstelle der italienweit gängigen, gleichwertigen Abkürzungen dott. und dr. wird in Südtirol in deutschsprachigem Kontext grundsätzlich die großgeschriebene Abkürzung „Dr.“ für dottore verwendet. Da die Abkürzungen nicht gleichwertig, sondern abhängig vom sprachlichen Kontext verwendet werden, erfolgt mündlich eine Übertragung von dott. in dottore und von Dr. in Doktor. Brennerdoktoren verwenden meist auch nicht nur die Abkürzung Dr. für dottore, sondern bezeichnen sich selber als „Doktor“ und lassen sich als „Doktor“ ansprechen.
Die weibliche Form von dottore ist dottoressa, die mit dott.ssa oder dr.ssa abgekürzt wird. In Südtirol erfolgt die Abkürzung mit Dr.in. Ladinische Akademiker kürzen dottore manchmal auch mit dut. ab. Erfolgen mehrere Abschlüsse auf Bachelor- oder Masterniveau in unterschiedlichen (wenn auch eng verwandten) Fächern, werden die Titel DDr., DDDr. usw. geführt. Bei Bachelor- und darauf aufbauenden Masterabschlüssen im gleichen Fach ist dies bislang nicht der Fall. Die Grade Dr.in und DDr. existieren in Italien nicht und sind mit den in Österreich gebräuchlichen Abkürzungen für Doktorin bzw. das mehrfache Doktorat (mehrfache Promotion) identisch.
Die ursprünglich in Österreich oder anderen Ländern erworbenen akademischen Grade (z. B. Mag.), der Doktorgrad in Langform (z. B. Dr. rer. nat.) oder gar Doktor- und Magistergrad (oder ein anderer äquivalenter Grad) zusammen werden in Südtirol äußerst selten geführt. Dies kann auf Akademiker zutreffen, deren Studientitel in Italien nicht anerkannt ist (z. B. Mag. Theol.). Allerdings werden beispielsweise in Namenslisten – bundesdeutschem Vorbild folgend – häufig nur Doktorgrade und keine anderen akademischen Grade angegeben, wodurch zwar Brennerdoktor-Titel aber keine äquivalenten Diplom- oder Magistergrade erscheinen. In seltenen Fällen werden der Magistergrad oder Doktorgrad in Langform auch bewusst in ihrer korrekten Form geführt; diese Ausnahmen sehen sich mitunter dem Vorwurf der Überheblichkeit ausgesetzt, da ihr Namenszusatz länger als der einzige in Südtirol übliche akademische Titel „Dr.“ ist.
Als ähnliche, rein sprachliche Übersetzungen von professore und studente lassen sich Lehrer in Mittel- und Oberschulen als Professoren ansprechen, und manche Oberschüler bezeichnen sich als Studenten. Neben der Auffassung, wonach alle Akademiker Doktoren (Brennerdoktoren) seien, ist in Südtirol die Meinung weit verbreitet, alle an Hochschulen Lehrenden bzw. alle Dozenten seien – unabhängig vom Beschäftigungsverhältnis mit der Universität – Professoren. Lehrbeauftragte der Freien Universität Bozen bezeichnen sich denn auch mitunter selber als Professoren oder Vertragsprofessoren (als Übersetzung von professore a contratto). Universitätspräsident Konrad Bergmeister zog 2016 eine Parallele zwischen den sogenannten Vertragsprofessoren und den Brennerdoktoren und beklagte: „Das ist leider diese typische Südtiroler Titel-Wirtschaft.“
Abweichend von der Bedeutung von dottorato im Italienischen als Bezeichnung ausschließlich für die Promotion (andere Studienabschlüsse bezeichnet man als laurea) meint „Doktorat“ in Südtirol meist einen Abschluss auf Bachelor- oder Masterniveau. Ähnlich abweichende Bedeutungen finden sich auch für Doktormutter, Doktorvater, Promotion und Dissertation. Wird in Stellenausschreibungen explizit eine Promotion vorausgesetzt, wird häufig von einem „Forschungsdoktorat“ oder „Doktorat (PhD)“ gesprochen, um Missverständnisse zu vermeiden.

## Der Brennerdoktor im Ausland
Die Führung des Dr. durch nicht-promovierte Südtiroler auf Visitenkarten, Türschildern, im Telefonbuch und Internet ist in Südtirol so weit verbreitet, dass es sich nicht vermeiden lässt, dass Südtiroler den Brennerdoktor auch im deutschsprachigen Ausland führen oder ihnen dort von Dritten ein Doktorgrad mündlich wie schriftlich vor den Namen gesetzt wird, obwohl die Führung falscher Doktorgrade dort strafrechtlich verfolgt wird.
Die Form, in welcher in- wie ausländische akademische Grade geführt werden, ergibt sich in Deutschland, Österreich und der Schweiz grundsätzlich aus der Verleihungsurkunde der Hochschule. Eine Veränderung des verliehenen Grades ist nicht erlaubt. Sogar die Übertragung eines ausländischen in den äquivalenten inländischen Grad (z. B. eines Diploms in das entsprechende Lizentiat in der Schweiz) ist nicht zulässig. Die unbefugte Führung akademischer Grade ist grundsätzlich verboten.
Die Strafbarkeit unberechtigter Titelführung ist in Deutschland, Österreich und der Schweiz unterschiedlich geregelt. In allen drei Ländern tangiert das unbefugte Führen von Doktorgraden Bundesstrafrecht, sofern dadurch der Tatbestand des Betrugs (z. B. Schweiz: Artikel 146 StGB), des unlauteren Wettbewerbs (CH: Artikel 3 und 23 UWG) oder der arglistigen Vermögensschädigung (CH: Artikel 151 StGB) erfüllt ist. Selbst wenn dies nicht der Fall ist, wird in Deutschland der Missbrauch von Titeln, Berufsbezeichnungen und Abzeichen gemäß § 132a StGB mit Freiheitsstrafe bis zu einem Jahr oder mit Geldstrafe geahndet. In Österreich ist die unberechtigte Führung akademischer Grade und Titel gemäß § 116 Universitätsgesetz eine mit einer Geldstrafe von bis zu 15.000 € zu ahndende Verwaltungsübertretung, wenn nicht zusätzlich ein gerichtsrelevanter Straftatbestand gegeben ist. In der Schweiz sind Hochschulen – mit Ausnahme der Eidgenössischen Technischen Hochschulen und der Fachhochschulen – kantonal. Die unberechtigte Führung akademischer Grade wird im Strafrecht der Kantone unterschiedlich geregelt und daher unterschiedlich sanktioniert.

## Diskussion in Presse und Politik
Bis in die 1990er Jahre wurde in der Presse die Führung des Doktorgrades durch nicht-promovierte Südtiroler nur in sporadisch aufkommenden Diskussionen auf Leserbriefseiten – insbesondere der größten Lokalzeitung Dolomiten – behandelt.

### Österreichische und Südtiroler Presse (2002–2005)
Erste größere Aufmerksamkeit erhielt das Thema, als 2002 bekannt wurde, dass der aus Südtirol stammende Vorstandsvorsitzende der zu dem Zeitpunkt ohnehin in der Kritik stehenden österreichischen HypoTirol-Bank Josef Prader einen Doktorgrad führte, ohne promoviert worden zu sein. Daraufhin ging die Schlagzeile „Hypo Skandal [sic] weitet sich aus: Vorstandsvorsitzender Josef Prader führt illegal Doktor-Titel“ durch die österreichische Presse. Gemäß Praders eigener Aussage geschah die Führung des Brennerdoktors in Österreich damals aus Unwissen, und er habe in der Folge grundsätzlich auf Titel verzichtet.
Die Südtiroler Lokalpresse griff das Thema erstmals 2003 auf. In seinem Artikel Oh mein Dottore – Studientitel: Der ziemlich italienische Umgang der Südtiroler mit akademischen Weihen im Südtiroler Wochenmagazin ff thematisierte Hans Karl Peterlini die Verwendung der Titel Dr. und Dr.in durch nicht-promovierte Lokalpolitiker und Landespolitikerinnen während des Wahlkampfs. Er sprach von einer Begriffsverwirrung um Doktor, dottore, Doktorat und Promotion. In diesem Artikel erklärte Günther Mathà, damals Direktor der akademischen Dienste der Freien Universität Bozen, den Unterschied zwischen dottore und Doktor und erwähnte, dass die Absolventen der Universität auf diesen Umstand hingewiesen würden.
Im Jahr 2005 kritisierte ein Leserbrief die Führung von Doktorgraden durch Absolventen der Freien Universität Bozen bereits nach dreijährigem Bachelorstudium, woraus sich eine Diskussion entwickelte, in welcher der Übergang zur korrekten Titelführung gefordert wurde. Hierbei wurde die oben erwähnte Aussage des italienischen Ministeriums MIUR zur Unterscheidung zwischen dottore (dott.) und Doktor (Dr.) angeführt. Die Unterstützer des Brennerdoktors fühlten sich erst durch die italienischen Gesetze zur Führung des dottore bestätigt (die gängige Übersetzung in „Doktor“ blieb unerwähnt) und beendeten die Diskussion schließlich mit einer Meinungsäußerung, wonach der Doktorgrad für Absolventen von Diplomstudiengängen (bzw. laurea-Studiengängen) mit überdurchschnittlichen Leistungen als durchaus angemessen erachtet wurde.

### Anfrage im Südtiroler Landtag (2006)
2006 stellten die Grünen in Person von Hans Heiss im Südtiroler Landtag eine Anfrage zum Gebrauch akademischer Grade in Südtirol und über die Rechtmäßigkeit der Übersetzung von dottore in „Doktor“, die vom damaligen Landesrat für deutsche Schule Otto Saurer beantwortet wurde. Die Antwort erklärte die gesetzlichen Grundlagen der italienischen dottore-Grade und konzentrierte sich beim Brennerdoktor auf die in Südtirol gängige Abkürzung „Dr.“. Diese sei in Italien geduldet, und da es in Italien keine anderslautende gesetzliche Regelung zur Abkürzung von dottore gebe, erfolge die Übertragung von dottore in Dr. in einem „rechtsfreien Raum“, wobei der Grundsatz Anwendung finde, dass alles, was nicht verboten, durchaus erlaubt sei. Außerdem sei die Übersetzung des italienischen dottore in Dr. in Südtirol in einer Zeit geschehen, als im Ausland nach einem vierjährigen Studium noch generell der Doktor verliehen worden sei (z. B. Anglistik Dr. Phil. laut St.GB. Nr. 165/1945). Das ausgeschriebene Wort „Doktor“ dürfe von einem dottore ohne Promotion aber auf keinen Fall verwendet werden.
Nach 2006 verlagerte sich die Diskussion wieder auf Leserbriefseiten und ins Internet. So eröffnete 2011 ein Leserbrief, in welchem Karl-Theodor zu Guttenberg in Folge der Plagiatsaffäre ironisch nach Südtirol und zur dortigen Weiterführung seines Doktorgrades eingeladen wurde, eine Diskussion, in der wiederum das Führen von Doktorgraden durch Bachelors und die Titelführung in Südtirol im Allgemeinen kritisiert wurden.

### Aussagen von Universität und Landesregierung (2011–2012)
Seit 2011 erklärte die Freie Universität Bozen auf ihrer Internetseite explizit den Unterschied zwischen dottore (dott.) und Doktor (Dr.) und unterstrich, dass der Doktor nur den Absolventen eines Doktoratsstudiums (Ph.D.) zustehe. Im gleichen Jahr äußerte sich der damalige Landeshauptmann Luis Durnwalder – von 1997 bis 2002 Präsident des Verwaltungsrates der Freien Universität Bozen, seither Ehrenpräsident – in einer Online-Fragestunde als Reaktion auf eine Frage zum inflationären Gebrauch des Doktorgrades (Dr.) in Südtirol ähnlich deutlich: „Auch ich bin überzeugt, dass wir bei den Titeln eine Inflation haben. Hier bräuchte es Regelungen. Nur Forschungsdoktoren und Mediziner sollten einen Doktortitel tragen.“
Die Südtiroler Landesregierung vertrat im Jahr 2012 im Internet eine andere Meinung. Von einem Bürger nach dem Gebrauch des Brennerdoktors im Südtiroler Landtag und nach den möglichen Folgen dieses Missbrauchs gefragt (in diesem Jahr führten 21 von 35 Abgeordneten einen Doktorgrad, nur 3 waren promoviert), antwortete die Landesregierung, dass diese Frage dermaßen technisch sei, dass sie an die Experten der Landesverwaltung weitergeleitet werden müsse. Diese kamen zum Schluss, dass überhaupt kein Missbrauch vorliege, da italienische Universitäten bei der Anerkennung österreichischer Studienabschlüsse grundsätzlich Doktograde verleihen würden. Eine Woche später präzisierte ein anderer Bürger, dass italienische Universitäten keine Doktorgrade (Dr.), sondern dottore-Grade (dott.) verleihen und fragte die Landesregierung, wie es trotzdem sein könne, dass der Doktor (Dr.) geführt werden dürfe, auch wenn dieser weder in Österreich noch in Italien erworben wurde. Die daraufhin kontaktierten Fachleute der Landesabteilung Bildungsförderung, Universität und Forschung folgten der oben ausgeführten Argumentationslinie von Landesrat Saurer bezüglich der Abkürzung Dr., welche in einem rechtsfreien Raum gebraucht werde, in welchem alles was nicht verboten, durchaus erlaubt sei. Der Doktor in ausgeschriebener Form wurde in dieser Antwort nicht erwähnt. Das Südtiroler Wochenmagazin ff setzte sich kurz darauf vor dem Hintergrund der in der Presse zeitgleich diskutierten Plagiatsaffären in einem Kommentar kritisch mit der Antwort der Landesregierung auseinander.

### Südtiroler Presseartikel (2015)
Im Jahr 2015 erhielt das Thema der Brennerdoktoren erneut größere öffentliche Aufmerksamkeit. Im Artikel Ein Dr., der keiner ist beschrieb Maria Giuri-Pernthaler in der Südtiroler Wirtschaftszeitung die Zweifelhaftigkeit der Brennerdoktor-Praxis. Auf Nachfrage wurde der Journalistin von der Landesverwaltung bestätigt, dass von den sechs „Doktoren“ in der Südtiroler Landesregierung nur eine – nämlich Martha Stocker – diesen Grad zu Recht, nämlich aufgrund einer Promotion führt. In einem an den Artikel angefügten Interview erklärte Günther Mathà, seit 2012 Direktor der Freien Universität Bozen, erneut die verschiedenen akademischen Grade. Er gab an, die Freie Universität Bozen würde empfehlen, auch nach der Anerkennung ausländischer Studientitel als dottore den ursprünglichen Grad zu führen und sprach sich dafür aus, generell korrekt mit akademischen Graden umzugehen oder alternativ auf diese als Namenszusatz zu verzichten. Etwa drei Monate später folgte der Artikel Doktorspiele von Anton Rainer in der Neuen Südtiroler Tageszeitung, in welchem u. a. die falschen Doktorate in der Südtiroler Landesregierung thematisiert wurden und welcher sich gegen die Führung von Doktorgraden durch Brennerdoktoren aussprach. In einer Tabelle im Artikel wurden die zu den verschiedenen Studienabschlüssen gehörenden korrekten italienischen und österreichischen akademischen Grade aufgeführt. Mit Verweis auf den Artikel in der Südtiroler Wirtschaftszeitung – wo dies bereits gefordert wurde – wurde die Südtiroler Landesregierung zum Handeln aufgefordert.

### Beschlussantrag im Südtiroler Landtag (2015)
Am 12. Mai 2015 brachte Hans Heiss zusammen mit Brigitte Foppa und Riccardo Dello Sbarba von der Grünen-Fraktion den Beschlussantrag „Schluss mit der akademischen Falschmünzerei eines ‚Dr. Südt.’: Die Institutionen des Landes sollten Titelanmaßungen unnachsichtig verfolgen“ in den Südtiroler Landtag ein, der in der Sitzung vom 15. Juli 2015 behandelt wurde. Der Beschlussantrag bezeichnete die Führung des „Dr.“ durch Nicht-Promovierte als Missbrauch. Der Brennerdoktor wurde u. a. „peinliche Ausnahme in Europa“, „seit langem still geduldete Hochstapelei“, „peinliche[r] Usus akademischen Etikettenschwindels“ und „chronische[n] Form[en] akademischer Selbstüberhöhung“ genannt. Im Beschlussantrag wurde die Südtiroler Landesregierung aufgefordert, (1) die Rechtslage zur akademischen Titelführung in Zusammenarbeit mit den eigenen Rechtsämtern und der Freien Universität Bozen nochmals aufzuklären, (2) ein diesbezügliches Rundschreiben in der Landesverwaltung, anderen öffentlichen Einrichtungen und Schulen sowie in der Bevölkerung zu verbreiten und (3) die Führungskräfte in der Landesverwaltung, anderen öffentlichen Einrichtungen und Schulen anzuhalten, in ihrem Wirkungskreis auf angemessene Titelführung zu achten und für ihre Anwendung zu sorgen. Im Antrag wurde auf die Vorbildfunktion von Landesverwaltung und Schulen hingewiesen.
Peinlicherweise setzten die involvierten Landtagsbeamten allen drei Unterzeichnern des Beschlussantrags Doktorgrade vor die Namen, welche im ursprünglichen Text der Grünen nicht vorhanden waren, obwohl nur Hans Heiss promoviert ist. Brigitte Foppa sagte auf Nachfrage der Neuen Südtiroler Tageszeitung hierzu: „Was soll ich sagen, ich habe schon so oft darum gebeten, dass man die Titel unter unseren Anträgen weglässt. Aber sogar auf den Türschildern schreibt man uns falsch.“
In der Diskussion im Landtag erhielt der Beschlussantrag fraktionsübergreifende Zustimmung, es gab aber auch kritische Stimmen. So fand es Albert Wurzer zwar unfair, wenn sich jemand mit falschen akademischen Titeln schmücke, er selber würde aber den italienischen Titel dott. nicht gern führen. Außerdem sei der Aufwand für die Umsetzung des Antrags sehr hoch, da er eine Lawine ins Rollen bringen würde. Tamara Oberhofers Diskussionsbeitrag machte klar, dass Wurzers Aussage vor dem Hintergrund zu sehen ist, dass es in Südtirol immer noch üblich ist, mit akademischen Titeln angesprochen zu werden. Sie zeigte nämlich Verständnis dafür, dass Wurzer nicht mit dottore angesprochen werden möchte (allerdings erwähnte Wurzer seinen österreichischen Grad eines Diplom-Ingenieurs in dieser Diskussion nicht). Wie Wurzer bezweifelte auch Waltraud Deeg angesichts des Ausmaßes die Umsetzbarkeit des Antrags. Wurzer, Oberhofer und Deeg unterstützten – wie auch andere sich kritisch äußernde Abgeordnete – den Antrag aber grundsätzlich. Unterstützung kam auch von Landeshauptmann Arno Kompatscher, der aber ebenfalls Zweifel an der Umsetzbarkeit hegte. Es sei ihm peinlich, wenn er beispielsweise in Wien als „Doktor“ angesprochen werde. Er erklärte außerdem, dass die Landesregierung im Internet ohne akademische Grade auftrete. Die Doktorgrade wurden denn auch im Anschluss an die Sitzung von der Internetseite der Südtiroler Landesregierung gelöscht. Hans Heiss erwiderte auf die Kritik an der Umsetzbarkeit, dass der Antrag nicht die sofortige Umsetzung verlange, sondern einen Missbrauch aufzeigen wolle.
In der Abstimmung erhielten die Teile (1) und (2) des Beschlussantrages eine Mehrheit, der über die reine Information hinausgehende und auf eine Umsetzung der korrekten Titelführung zumindest in öffentlichen Einrichtungen in Südtirol abzielende Teil (3) führte aber mit 15:15 Stimmen bei einer Enthaltung zu einem Patt im Landtag und verfehlte damit die erforderliche Mehrheit.

### Erste Folgen des Landtagsbeschlusses (2015–2016)
Gemäß einer Aussage der Landtagsabgeordneten Brigitte Foppa wurden auf Verlangen der Südtiroler Grünen die Brennerdoktorgrade von Türschildern und Schriftstücken der Fraktion umgehend nach dem Landtagsbeschluss entfernt, wogegen die anderen Fraktionen vorerst nicht diesem Vorbild folgten. Landeshauptmann Arno Kompatscher strich den Titel aus Briefverkehr und Visitenkarten. Im Internet blieb der Dr. vor seinem Namen aber auf vielen Seiten stehen, etwa auf jener des Südtiroler Landtages. In Annahme der Richtigkeit dieser und früherer Angaben wurde ihm der Dr. von Dritten im In- und Ausland auch noch nach dem Landtagsbeschluss vor den Namen gesetzt.
Unmittelbar nach dem Landtagsbeschluss änderte die Südtiroler HochschülerInnenschaft die Angaben zur Titelführung auf ihrer Internetseite auf die neue Linie des Landtages, die bis dahin im Wesentlichen die Aussagen von Landesrat Otto Saurer aus dem Jahr 2006 wiedergegeben hatte. Unter anderem wurde klargestellt, dass es sich bei den in Südtirol nach Bachelor- oder Masterabschlüssen häufig geführten Dr.-Titeln um „freie Titelübersetzung[en]“ handle, die „akademisch nicht korrekt“ seien, weswegen diese auch als „Brennerdoktor“ bezeichnet würden.
In einem Gastkommentar in der Südtiroler Wirtschaftszeitung beobachtete Hans Heiss am 31. Juli 2015, dass in der überschaubaren Südtiroler Gesellschaft der Wunsch nach Anerkennung und öffentlicher Aufmerksamkeit eine große Rolle spiele. Verstärkt würde dieser „landestypische Narzissmus“ durch bestimmte Lokalmedien. Die seit Jahren gängige akademische Selbstüberhöhung sei eine Äußerung dessen. Er betrachtete es als erfreulichen Schritt nach vorn, dass ein Südtiroler Landtag mit 13 sich mit falschem Dr. schmückenden Mitgliedern beschlossen habe, sich dieser Sache anzunehmen, wenngleich es sich erst weisen müsse, ob dieser kleine Durchbruch erfolgreich gewesen sei.
Im Mai 2016 stellte Hans Heiss eine Anfrage bezüglich der Umsetzung des etwa ein Jahr zuvor in Teilen angenommenen Beschlussantrags an die damalige Landesrätin für Familie und Verwaltung Waltraud Deeg. Diese führte aus, dass das Anliegen keinen prioritären Charakter habe, und es habe eine interne Empfehlung in der Landesverwaltung gegeben, wonach die Anwendung der Titel „abzuwägen“ sei. Darüber hinaus erklärte sie: „Zu bedenken gibt es dabei die besondere Situation Südtirols, deren man sich bewusst sein muss.“ Auf eine diesbezügliche Nachfrage der Neuen Südtiroler Tageszeitung bestätigte Deeg das Versenden einer internen E-Mail ohne verpflichtenden Charakter. Weitere Rundschreiben würden in der Verantwortung des Generaldirektors der Landesverwaltung Hanspeter Staffler liegen. Letztlich plädierte sie für das vollständige Weglassen akademischer Grade und Titel und wies darauf hin, dass sie ihren in Österreich erworbenen Magistergrad (Mag.) nicht führen würde. Hierzu kommentierte Anton Rainer in der Neuen Südtiroler Tageszeitung: „Stimmt: Auf der Website ihrer Ressortmitarbeiter firmiert Deeg auch heute noch als ‚Dr.‘.“ In der Folge wurden alle akademischen Titel von der zitierten Website entfernt. Wie viele andere Lokalpolitikerinnen und -politiker führte Deeg aber auch in anderen Zusammenhängen einen „Dr.“-Titel, darunter im Internetauftritt des Südtiroler Landtages und in ihrer Antwort auf die Anfrage von Hans Heiss, in welcher sie „Dr.in“ vor dem Namen führte.
Schulamtsleiter und Ressortdirektor Peter Höllrigl ordnete am 30. Juni 2016 für das Deutsche Schulamt Südtirol an, „in allen Schreiben jeglicher Art den akademischen Titel wegzulassen“. Das Schulamt erachtete diese radikale Lösung als notwendig, „um Fehlangaben zu vermeiden“. Die Neue Südtiroler Tageszeitung ergänzte: „Die Maßnahme betrifft nur die Mitarbeiter von Schulamtsleiter Höllrigl. Die Lehrer selbst sind davon ausgenommen, da jede Schule autonom entscheiden darf, wie sie mit den Titeln ihrer Lehrer, in Mittel- oder Oberschule auch gern Professoren genannt, umgeht.“

### Mediale Aufmerksamkeit in Deutschland (2016)
Ende Mai 2016 veröffentlichte das Handelsblatt ein Interview mit dem aus Südtirol stammenden Vorstandsvorsitzenden der Sixt Leasing AG Rudolf Rizzolli, in dem dieser auf seinen seit 18 Jahren unberechtigt geführten Doktorgrad angesprochen wurde. Unter anderem hatte Sixt im Börsenprospekt vom April 2015 aus einem dem Diplom entsprechenden Abschluss an einer italienischen Privatuniversität ein Doktorat gemacht: „Dr. Rizzolli erwarb seinen Doktor der Betriebswirtschaft an der Universität Luigi Bocconi.“ Rizzolli reagierte überrascht und erklärte nach Konsultation seiner Rechtsberater einsichtig, ab sofort nur noch den rechtmäßig erworbenen dottore zu führen. In der Folge wurde der Internetauftritt der Sixt Leasing AG korrigiert.
Nach dem Handelsblatt griffen Der Spiegel und weitere deutsche Medien die Geschichte auf, wobei der Begriff „Brennerdoktor“ verwendet und erklärt wurde. In Südtirol nahmen sich erneut die Neue Südtiroler Tageszeitung und das Südtiroler Wochenmagazin ff des Themas an. Die ff kommentierte hierbei etwa ein Jahr nach der Landtagsdebatte von 2015: „In Südtirol ist das Thema Brennerdoktor ja wieder in der Schublade verschwunden, wer die Wirtschaftsteile deutscher Zeitungen liest, ist mit dem Phänomen nun aber vertraut.“

### Rundschreiben des Generaldirektors der Südtiroler Landesverwaltung (2017)
Am 14. September 2017, über zwei Jahre nach dem entsprechenden Landtagsbeschluss, ließ Generaldirektor Hanspeter Staffler ein Rundschreiben verbreiten, in dem der Titelgebrauch der Südtiroler Landesverwaltung neu geregelt wurde. Im Wesentlichen umfasste das Schreiben folgende Punkte:
- In einem internationalen Kontext, in offiziellen Akten und Dokumenten sowie in der Auslandskorrespondenz soll der Titel Dr./Doktor allein für promovierte Doktoren verwendet werden.
- Innerhalb der Landesverwaltung soll bei Beschilderungen sowie in der mündlichen und schriftlichen Anrede auf den Gebrauch von Titeln vollständig verzichtet werden.
- Titel in Unterschriften im E-Mail- oder Briefverkehr sowie in Kontexten, in denen eine Benennung notwendig ist, sollen entweder in ihrer originalen ausländischen oder in ihrer anerkannten italienischsprachigen Form erscheinen.

Begründet wurde die Maßnahme mit der Zielsetzung, „im Zuge der Modernisierung unserer Verwaltung“ von einer „missverständlichen oder unangemessenen Übersetzung ins Deutsche“ Abstand zu nehmen, und sich stattdessen an internationalen Gepflogenheiten zu orientieren.
Südtirol Online gegenüber erklärte Staffler die Dauer der Umsetzung des Landtagsbeschlusses von 2015 folgendermaßen: „Wir mussten zunächst die rechtliche Situation abklären“. Die Türschilder würden nun aber Schritt für Schritt durch solche ohne Titel ersetzt, allerdings nur bei Neubesetzungen und Umzügen, denn die Kosten dieser Neubeschilderung seien noch unklar. Im Schriftverkehr der Landesverwaltung – etwa in E-Mail-Signaturen – dürfe der akademische Grad weiterhin angegeben werden, „allerdings der richtige“, wie sich Staffler ausdrückte. Das Südtiroler Wochenmagazin ff kommentierte: „In Zukunft dürfen Mitarbeiter der öffentlichen Verwaltung ausschließlich Titel verwenden, die auch auf akademischen Leistungen beruhen.“ und die Neue Südtiroler Tageszeitung: „Und so werden aus vermeintlichen Doktoren urplötzlich Magister bzw. dottori. Sofern sie sich überhaupt noch getrauen, ihren akademischen Titel zu verwenden.“